# Gustavo Sá
Gustavo Filipe Alves Freitas Azevedo Sá (Póvoa de Varzim, Portugal, 11 de noviembre de 2004) es un futbolista portugués que juega de centrocampista en el F. C. Famalicão de la Primeira Liga.

## Trayectoria
Es un canterano de la Academia Elite Sport, del F. C. Porto y del F. C. Famalicão. El 19 de octubre de 2019 fue promovido a la plantilla sub-19 del Famalicão con 16 años y firmó un contrato profesional hasta 2024. El 3 de junio de 2022 empezó a entrenar con el primer equipo y se le prorrogó el contrato hasta 2025. Debutó como profesional con el Famalicão como suplente de última hora en una derrota por 3-0 en la Primeira Liga ante el S. C. Braga el 12 de agosto de 2022.

## Selección nacional
Es internacional en las categorías inferiores de la selección portuguesa, con la que ha sido convocado para la sub-19.

## Estadísticas

### Clubes
Actualizado al último partido disputado el 23 de febrero de 2025.
| Club                     | Div.          | Temporada     | Liga  | Liga  | Liga   | Copas nacionales | Copas nacionales | Copas nacionales | Copas internacionales | Copas internacionales | Copas internacionales | Total | Total | Total  |
| Club                     | Div.          | Temporada     | Part. | Goles | Asist. | Part.            | Goles            | Asist.           | Part.                 | Goles                 | Asist.                | Part. | Goles | Asist. |
| ------------------------ | ------------- | ------------- | ----- | ----- | ------ | ---------------- | ---------------- | ---------------- | --------------------- | --------------------- | --------------------- | ----- | ----- | ------ |
| F. C. Famalicão Portugal | 1.ª           | 2022-23       | 15    | 0     | 0      | 6                | 0                | 1                | —                     | —                     | —                     | 21    | 0     | 1      |
| F. C. Famalicão Portugal | 1.ª           | 2023-24       | 28    | 3     | 5      | 3                | 1                | 0                | —                     | —                     | —                     | 31    | 4     | 5      |
| F. C. Famalicão Portugal | 1.ª           | 2024-25       | 23    | 3     | 4      | 1                | 0                | 0                | —                     | —                     | —                     | 24    | 3     | 4      |
| F. C. Famalicão Portugal | Total club    | Total club    | 66    | 6     | 9      | 10               | 1                | 1                | 0                     | 0                     | 0                     | 76    | 7     | 10     |
| Total carrera            | Total carrera | Total carrera | 66    | 6     | 9      | 10               | 1                | 1                | 0                     | 0                     | 0                     | 76    | 7     | 10     |